# Maurice Richard (película)
Maurice Richard es una película franco-canadiense.  Es la biografía de Charles Binamé estrenada en 2005 que relata la vida de Maurice Richard.

## Reparto
- Roy Dupuis: Maurice Richard
- Julie Le Breton: Lucille Norchet/Richard
- Stephen McHattie: Dick Irvinh
- Patrice Robitaille: Émile  « Butch » Bouchard
- Michel Barrette: el padre Norchet
- Pierre-Frnçois Legendre: Georges Norchet
- Diane Lavallée: Alice Norchet
- Rémy Girard: Tony Bergeron
- Normand Chouinard: Michel Normandin

## Premios y nominaciones
- La película fue nominada a 13 premios Genie en su 27ª edición, donde ganó 9 de ellos.
- Fue nominada para 13 categorías en los premios Jutra del festival de Quebec, pero no consiguió ninguno de ellos.
- En el Festival Internacional de Cine de Tokio, fue nominado a mejor película, y Roy Dupuis se llevó el premio al mejor actor.

- Datos: Q127542